# 青い挑発
『青い挑発』（原題：Provocazione）は、1988年のイタリアのエロティック映画。監督はピエロ・ヴィヴァレッリ。サルデーニャのサン・ピエトロ島とカルロフォルテのロケ地で撮影された。

## あらすじ
サン・ピエトロ島には、若くして未亡人になったバネッサとその連れ子のキキとヴィヴィが住んでいる。バネッサが亡くなった父親と結婚した理由は彼が裕福だったからであり、彼の遺言により財産を相続するため娘たちと暮らしているのだ。バネッサはかつての恋人であり家庭教師でもあるロベルトを呼び、娘二人の高校受験の勉強を手伝わせることにした。娘の二人はロベルトを誘惑したりして遊ぶ。
バネッサと娘たちの関係は悪く、バネッサにロベルトに対しての行為を咎められた上に施設へ入れてやるなどと言われた娘たちはタイミングを見計らってバネッサをサウナに閉じ込めて殺してしまう。娘たちの行動はエスカレートし、二人はロベルトを軟禁して性的な挑発を繰り返す。ロベルトは次第にやつれていく。そして娘たちの遊びに極限まで付き合わされたロベルトは死んでしまう。
最終的に娘たちの起こした行為は警察にも知られてしまうのだが、そこで場面が切り替わり、今までの出来事は夢であったことが分かる。ロベルトに教えられ、娘二人は自宅の庭で勉強に取り組むのだった。

## キャスト
| 役名     | 俳優                   | 日本語吹替   |
| 役名     | 俳優                   | テレビ東京版 |
| -------- | ---------------------- | ------------ |
| キキ     | ペトラ・シャルバック   | 紗ゆり       |
| ヴィヴィ | ウーラ                 | 佐々木優子   |
| バネッサ | モアナ・ポッツイ       | 横尾まり     |
| ロベルト | マリノ・マッセ         | 銀河万丈     |
| モリナリ | ピエロ・ヴィヴァレッリ | 田口昂       |
| サモ     | 不明                   | 沢木郁也     |
| 警部     | 不明                   | 西村知道     |
| 家政婦   | 不明                   | 水原リン     |

## 配給
本作は、1988年11月25日にイタリアの映画館で公開された。
2011年にミネルバビデオによってノーカットバージョン（116分）のDVDが発売され、2016年にはミネルバピクチャーズによって83分のカット版が発売された。